# Žďár (přírodní památka)
Žďár je přírodní památka nedaleko obce Ruda nad Moravou v okrese Šumperk. Předmětem ochrany jsou přírodě blízké ekosystémy lesních společenství (zejména serpentinitové bory, okrajově bučiny) a společenství serpentinitových skalních štěrbin s výskytem sleziníku nepravého (Asplenium adulterinum)